# Потребителска кооперация
Потребителските кооперации са предприятия, притежавани от потребителите и управлявани демократично, насочени към изпълнение на нуждите и желанията на своите членове.
Действат в рамките на пазарната система, независимо от държавата, като форма на взаимопомощ, ориентирана към услуги, а не парична печалба. Често са под формата на търговски обекти, притежавани и експлоатирани от потребителите, като например хранителни кооперативи. Въпреки това има много видове на потребителските кооперации, работещи в области като здравеопазването, застраховане, жилище, инструменти и лични финанси (включително кредитни съюзи).
В някои страни потребителските кооперации са известни като кооперативни дружества или дребни кооперации, но не трябва да се бъркат с кооперациите за търговия на дребно, чиито членове са търговци, а не потребители.
Кооперациите на потребителите може на свой ред да образуват кооперативни сдружения. Те мотат да бъдат под формата на съвместни общества, чрез които кооперационните потребители колективно закупуват стоки на цени на едро и в някои случаи собствени фабрики. Като алтернатива те могат да бъдат членове на кооперативни съюзи.